# Dienstwohnung
Eine Dienstwohnung ist in Deutschland eine Wohnung, in dienstherrneigenen, von diesem gemieteten oder anderweitig in Anspruch genommenen Gebäuden, die als Wohnung für Personen in einem Dienstverhältnis (Beamte, Soldaten und Richter) bestimmt ist und sich regelmäßig in räumlichem Zusammenhang mit seiner Dienststelle befindet. Für Personen in einem öffentlich-rechtlichen Amtsverhältnis, wie die Mitglieder der Verfassungsorgane des Bundes, werden solche Wohnungen gleichbedeutend als Amtswohnungen bezeichnet. Die Dienstwohnung ist eine geschlossene Einheit von mehreren Räumen, in der ein Haushalt geführt werden kann, darunter stets eine Küche oder ein Raum mit Kochgelegenheit. Zu ihr gehören außerdem Wasserversorgung, Ausguss und Toilette (§ 10  Abs. 3 BUKG). Sofern diese Kriterien nicht erfüllt sind, handelt es sich um eine dienstliche Unterkunft. Sie dient meist der vorübergehenden Unterbringung, z. B. für Lehrgänge. Dienstwohnungen sind ferner zu unterscheiden von Werkwohnungen, die ein privates Unternehmen seinen Arbeitnehmern überlässt oder vermietet.

## Allgemeines
Die Dienstwohnung kann freiwillig oder auf dienstliche Anordnung hin bezogen werden. Das Benutzungsrecht beruht auf der öffentlich-rechtlichen Zuweisung und nicht auf einem privatrechtlichen Mietvertrag. Eine Dienstwohnung ist daher nicht nach § 576 BGB kündbar, der Dienstherr kann aber die Zuweisung widerrufen, woraufhin der Bewohner diese zu räumen hat. Entzogen werden kann die Wohnung dem Bewohner erst, wenn eine angemessene Ersatzwohnung vorhanden ist. Aus der dienstrechtlichen Fürsorgepflicht ergibt sich, dass die Wohnung sich in einem ordnungsgemäßen Zustand befinden und vom Dienstherrn erhalten werden muss.
In bestimmten Fällen kommt die Umwandlung einer Dienstwohnung in eine Werkmietwohnung in Betracht.

## Dienstwohnungen im Bundesrecht
Die oder der Dienstvorgesetzte kann, wenn die dienstlichen Verhältnisse es erfordern, anweisen, dass durch einen Bundesbeamten eine Dienstwohnung zu beziehen ist (§ 72 Abs. 5 BBG).
Inhaber einer Dienstwohnung im Ausland erhalten keinen Mietzuschuss (§ 54 Abs. 5 BBesG). Die Umzugskostenvergütung ist zuzusagen für Umzüge auf Anweisung des Dienstvorgesetzten, eine Dienstwohnung zu beziehen sowie aus Anlass der Räumung einer Dienstwohnung auf dienstliche Weisung (§ 3  Abs. 1 Nrn. 2 f. BUKG).
Nutzungen und Sachbezüge dürfen Angehörigen des öffentlichen Dienstes grundsätzlich nur gegen angemessenes Entgelt gewährt werden. Das Nähere für die Zuweisung, Nutzung, Verwaltung und Festsetzung des Nutzungswertes von Dienstwohnungen regelt das Bundesministerium der Finanzen. Die Dienstwohnungen mit Ausnahme der Dienstwohnungen für Angestellte und Arbeiter sind im Haushaltsplan auszubringen (§ 52 S. 3 f. BHO).
Von der Grundsteuer befreit sind Dienstwohnungen der Geistlichen und Kirchendiener von öffentlich-rechtlichen Religionsgesellschaften und der jüdischen Kultusgemeinden.

## Amtswohnungen der Bundesregierung
Amtswohnungen sind Wohnungen in bundeseigenen, vom Bund gemieteten oder anderweitig in Anspruch genommenen Gebäuden, die als Wohnungen der Mitglieder der Bundesregierung bestimmt und mit Rücksicht auf deren Stellung und Verpflichtungen für diese Zwecke besonders hergerichtet sind (§ 1 Abs. 1 BRegEntschBest). Da die Mitglieder der Verfassungsorgane des Bundes in keinem Dienst-, sondern in einem Amtsverhältnis stehen, werden ihre Wohnungen nicht als Dienst-, sondern als Amtswohnungen bezeichnet.
Die Mitglieder der Bundesregierung erhalten bei amtlicher Tätigkeit außerhalb ihres dienstlichen Wohnsitzes Tagegeld und Fahrkostenentschädigung; außerdem werden ihnen die Übernachtungskosten erstattet. Da sie keine Beamten sind, fallen sie nicht in den Anwendungsbereich des Bundesumzugskosten- und -reisekostengesetzes sowie der Trennungsgeldverordnung. Die Zahlungen richten sich nach den BRegEntschBest.
Die Amtswohnung wird auf Kosten des Bundes innerhalb der verfügbaren Haushaltsmittel baulich unterhalten und auch sonst instand gehalten (§ 2 S. 1 BRegAmtsWoVwVs). Die Kosten für die Instandhaltung, Erneuerung und Ergänzung der bundeseigenen Einrichtungsgegenstände trägt innerhalb der verfügbaren Haushaltsmittel grundsätzlich der Bund (§ 2 Abs. 1 BRegAmtsWoVwVs). Die Kosten für das Reinigen, Heizen, die Wasserversorgung und das Beleuchten der Arbeits- und Vortragszimmer, der zugehörigen Vorzimmer und Warteräume, der Räumlichkeiten für Repräsentationszwecke und der Zugänge zu den Amtswohnungen, wie Flure, Gänge und Treppen, trägt der Bund (§ 5 Abs. 1 BRegAmtsWoVwVs). Das Reinigen der anderen Räume ist Sache des Wohnungsinhabers (§ 6 Abs. 1 BRegAmtsWoVwVs). Für diese hat er ein Heizentgelt zu entrichten (§ 7 Abs. 1 BRegAmtsWoVwVs) und trägt die Kosten von Beleuchtung, Gas und elektrischem Strom (§ 9 S. 1 BRegAmtsWoVwVs). Für das nicht zu Repräsentations- und Arbeitszwecken sowie zur Gartenpflege verbrauchte kalte Wasser trägt der Wohnungsinhaber die Kosten (§ 8 Abs. 1 BRegAmtsWoVwVs). Die zur Amtswohnung gehörenden Gärten, Gartenhäuser usw. werden innerhalb der verfügbaren Haushaltsmittel auf Kosten des Bundes unterhalten, bepflanzt und beleuchtet sowie Gartenmöbel und -geräte beschafft und unterhalten (§ 10 BRegAmtsWoVwVs).
Der Bundespräsident und der Präsident des Deutschen Bundestages, die keine Mitglieder der Bundesregierung sind, haben freie Amtswohnung mit Ausstattung.

## Dienstwohnungen im Ausland
Besteht für Beamte des Auswärtigen Dienstes an einem Dienstort keine Möglichkeit, innerhalb einer zumutbaren Frist zu angemessenen Bedingungen eine geeignete Wohnung zu mieten, soll eine Dienstwohnung zur Verfügung gestellt werden (§ 27 Abs. 3 GAD). Ein Beamter des Auswärtigen Dienstes kann im Ausland zum Bezug einer angemessenen Dienstwohnung angewiesen werden, wenn es die dienstlichen und örtlichen Verhältnisse erfordern (§ 27 Abs. 4 GAD). Die Beamten, beamteten Hilfskräfte und Arbeitnehmer im Geschäftsbereich des Auswärtigen Amtes haben im Ausland in bundeseigenen und in den vom Bund gemieteten Gebäuden Dienstwohnungen zu beziehen, soweit solche zur Verfügung gestellt werden können. Von 2962 Planstellen für Beamte im Ausland im Jahr 2019 waren 474 mit Dienstwohnung, von 1315 Stellen für Arbeitnehmer 110 mit Dienstwohnung.
Dienstwohnungen im Ausland sind solche Wohnungen oder einzelne Wohnräume, die Beamten, Soldaten oder Tarifbeschäftigten unter ausdrücklicher Bezeichnung als Dienstwohnung ohne Abschluss eines Mietvertrages nach Maßgabe der Dienstwohnungsvorschriften Ausland (DWVA) zugewiesen werden. Im Haushaltsplan ausgebrachte Dienstwohnungen werden Beamten zugewiesen, wenn die dienstlichen und örtlichen Verhältnisse es erfordern. Über die Zuweisung entscheidet die oberste Dienstbehörde. Für jede Dienstwohnung hat die Aufsichtsbehörde den Mietwert festzusetzen; dieser bildet die Grundlage für die Festsetzung der Dienstwohnungsvergütung. Die Dienstwohnungsvergütung und das Ausstattungsentgelt sind bei der Auszahlung der monatlichen Dienstbezüge einzubehalten. Ein Anspruch auf eine bestimmte Größe der Dienstwohnung besteht nicht. Die Dienstwohnung ist dem Beamten widerruflich für die Zeit der Tätigkeit am Auslandsdienstort zuzuweisen. Dienstwohnungen können im Rahmen der zur Verfügung stehenden Haushaltsmittel mit bundeseigenen Gegenständen ausgestattet werden, insbesondere in klimatisch ungünstigen Gebieten, oder aufgrund der Sicherheitslage. Ein Anspruch auf amtliche Ausstattung besteht nicht.
Dienstwohnungen mit Empfangsräumen können im Rahmen der zur Verfügung stehenden Haushaltsmittel für Leiter von Botschaften, Ständigen Vertretungen bei zwischen- oder überstaatlichen Organisationen, Generalkonsulaten sowie für Gesandte der Besoldungsgruppe B 6 als Ständige Vertreter vorgesehen werden. Zahl und Größe der Empfangsräume richten sich grundsätzlich nach den Erfordernissen am Dienstort und nach dem zur Verfügung stehenden Raum. Bei der Zuweisung von Empfangsräumen wird davon ausgegangen, dass der Beamte im privaten Wohnteil der Dienstwohnung über den seiner gehobenen Dienststellung entsprechenden Raum für kleinere gesellschaftliche Veranstaltungen verfügt. Empfangsräume können ganz oder teilweise ausgestattet werden, soweit Haushaltsmittel zur Verfügung stehen. Die Kosten für die Instandhaltung und den Ersatz der Ausstattungsgegenstände trägt der Bund. Die notwendigen Kosten der Reinigung, Beleuchtung und Beheizung und alle weiteren verbrauchsabhängigen Nebenkosten solcher Empfangsräume, die ausschließlich zu den aus dienstlichen Gründen erforderlichen Veranstaltungen bestimmt sind, trägt der Bund. Gehört zu den Empfangsräumen ein Zier- oder Residenzgarten, so trägt die hausverwaltende Behörde die Kosten seiner Unterhaltung sowie die Kosten der Beschaffung, der Instandhaltung und des Ersatzes der benötigten Wirtschaftsgeräte, der notwendigen Gartenmöbel und der Sonnen- und Wetterschutzvorrichtungen.

## Bundeswehr
Dienstwohnung mit ausgestatteten Empfangsräumen haben:
- der Chef des Stabes des Obersten Hauptquartiers der Alliierten Mächte Europa (SHAPE),
- der Nationale Militärische Vertreter (NMR) bei SHAPE,
- der Stellvertretende Oberste Befehlshaber des Kommandos der Alliierten Mächte für Transformation (Deputy Supreme Allied Commander Transformation - DSACT),
- der deutsche Kommandierende General des Europäischen Korps,
- der Befehlshaber der Alliierten Streitkräfte im Joint Force Command Brunssum (JFC) Brunssum (COM JFC Brunssum),
- der Deutsche Militärische Vertreter im Militärausschuss der NATO,
- der Direktor des Internationalen Militärstabes (DIMS),
- der Head Military Liaison Mission (Head MLM) in Moskau.

Ferner haben die in Belgien und bei den Militärattachéstäben eingesetzten Soldaten der Bundeswehr eine Dienstwohnung, soweit der Bund diese zur Verfügung stellen kann.